# Phoebe Fox
Pour les articles homonymes, voir Fox.
Phoebe Fox (Phoebe Mercedes Fox) est une actrice britannique, née le 16 avril 1987 dans le quartier d'Hammersmith à Londres en Angleterre.

## Carrière
Phoebe Fox est une actrice britannique vivant actuellement à Londres à la suite de son cursus au Royal Academy of Dramatic Art.
En 2010, elle apparait dans A Month in the Country (Un mois à la campagne) au Chichester Festival Theatre (en).
L'année suivante, elle joue dans As You Like It (Comme il vous plaira) au Rose Theatre, The Acid Test au Royal Court Theatre et There Is A War au Royal National Theatre comme partie intégrante de leur "Double Feature in the Paintframe".
Sur la base de ces performances, elle fut nommée pour le Evening Standard Theatre Award 2011 du Meilleur Espoir.
Phoebe est aussi mentionnée dans la liste "Screen International Stars of Tomorrow" de 2011.

## Vie privée
Phoebe Fox est la fille de Stuart Fox et Prue Clarke. Elle est mariée à l'acteur Kyle Soller, qu"elle a rencontré au RADA. Ils vivent à Londres.

## Théâtre
| Année | Titre                                            | Rôle               | Théâtre                          |
| ----- | ------------------------------------------------ | ------------------ | -------------------------------- |
| 2010  | A Month in the Country (Un mois à la campagne)   | Vera Aleksandrovna | Chichester Festival Theatre (en) |
| 2011  | As You Like It (Comme il vous plaira)            | Celia              | Rose Theatre, Kingston (en)      |
| 2011  | The Acid Test                                    | Ruth               | Royal Court Theatre              |
| 2011  | There Is A War                                   | Anne               | Royal National Theatre           |
| 2011  | All the trees of the field in response to Isaiah | Ash                | Bush Theatre                     |
| 2014  | A View from the Bridge (Vu du pont),             | Catherine          | Young Vic                        |

## Filmographie

### Cinéma
- 2011 : Un jour (One Day) : la fille en boîte
- 2015 : La Dame en noir 2 : L'Ange de la mort (2015) : Eve Parkins [3]
- 2016 : Eye in the Sky : Carrie Gershon
- 2018 : Blue Iguana : Katherine
- 2019 : The Aeronauts de Tom Harper : Antonia
- 2019 : Intrigo: Samaria de Daniel Alfredson : Paula Polanski

### Télévision

#### Téléfilms
- 2014 - A Poet in New York (en) : Liz Reitell

#### Séries télévisées
- 2011 - Black Mirror (Épisode S1E03) : Hallam
- 2012 - Coming Up (Épisode: "If We Dead Awaken") : Masha Hawkins
- 2012 - Flics toujours (Épisode S9E02: "Old School Ties") : Eleanor Higgins
- 2012 - Switch : Grace Watkins
- 2014 - The Musketeers (S1E04 "The good Soldier") : La Duchesse de Savoie, sœur de Louis XIII
- 2019 - Curfew
- 2020 : The Great : Marial

## Voix française
- Geneviève Doang : Série Black Mirror
- Anne Tilloy :
  - Série The Musketeers (2014)
  - Film La Dame en noir 2 : L'Ange de la mort (2015)